# Tombe 2 d'Amarna
La tombe 2 d'Amarna est l'une des tombes du Nord à Amarna, en Égypte. Elle est la sépulture de Méryrê II, surintendant de la reine Néfertiti, qui porte les titres de « scribe royal », d'« intendant », de « surveillant des deux trésors », de « surveillant du harem royal de Néfertiti »

## Description
La tombe de Méryrê II est la sépulture royale connu sous le nom de « Tombe 2 d'Amarna ». Elle date de la XVIIIe dynastieElle est située sur le côté nord de l'oued qui divise le groupe de tombes connues collectivement sous le nom de Tombes du Nord, près de la ville d'Amarna, Égypte. La tombe a été largement détruite. Elle était décorée de la dernière apparition datée d'Akhenaton et de la famille amarnienne, datant du deuxième mois, année 12 de son règne.

### Scènes inscrites

#### Mur sud, côté ouest: La reine remplissant la coupe du roi
Néfertiti est représentée debout devant Akhenaton assis, versant une boisson à travers un tamis pour le roi. Mérytaton se tient entre Akhenaton et Néfertiti, faisant face à son père et lui offrant quelque chose. Derrière Néfertiti, Mâkhétaton offre un cône de parfum, tandis que Ânkhésenpaaton offre un bouquet de fleurs. Sous cette scène, il y a des musiciennes et des serviteurs masculins.

#### Mur Sud, côté Est: Récompense de Méryrê
Méryrê est représenté devant la fenêtre d'apparition. Akhenaton et Néfertiti sont montrés en train de distribuer des colliers d'or. Dans le palais, derrière la fenêtre, on voit Mérytaton et Mâkhétaton remettre des colliers d'or à leur mère. Ânkhésenpaaton est représenté debout devant Néfernéferouaton Tasherit et Néfernéferourê. Ânkhésenpaaton est représentée portant de grandes boucles d'oreilles et trois bracelets à chaque bras. Elle semble également porter une cape ou un collier assez élaboré.

#### Mur de l'Est: Présentation de l'hommage

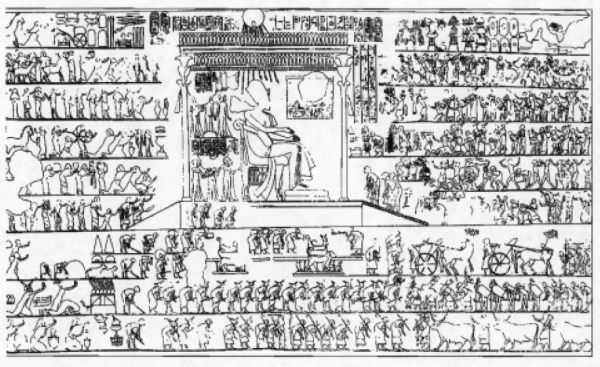
Scène d'hommage

Sur le mur est de la chambre principale se trouve une scène décrivant le tribut des « chefs de chaque pays étranger ». Akhenaton et Néfertiti sont représentés assis sur un trône dans un kiosque avec leurs six filles debout derrière eux. Cet hommage est daté de l'année royale 12, deuxième mois de la saison de la semence, jour 8.
Leurs six filles sont représentées derrière eux. Mérytaton, Mâkhétaton et Ânkhésenpaaton se tiennent la main. Néfernéferouaton tient quelque chose dans ses mains. Néfernéferourê est représentée tenant une gazelle. La plus jeune fille, Sétepenrê, tient un bouquet de fleurs tout en caressant la gazelle que tient sa sœur aînée.

#### Mur Nord côté Est: Méryrê récompensée par le roi
Méryrê est représenté devant le Seigneur des Deux Terres (Ânkh-Khéperourê) et la Grande épouse royale (Mérytaton). La scène montre le couple royal accordant des honneurs et des cadeaux à Méryrê. La scène apparaît sur le mur adjacent. Smenkhkarê a peut-être servi de corégent à Akhenaton. Mérytaton est la grande épouse royale de Smenkhkarê, tandis que Néfertiti continuait d'être la grande épouse royale d'Akhenaton. Néfertiti détient toujours le titre de grande épouse royale en l'an 16, donc Smenkhkarê a dû être un corégent ou gouverner autrement avec sa femme Mérytaton quelque temps après l'an 16 d'Akhenaton